# Urup
Urup (em russo:  Уру́п; em japonês:   得撫島; Uruppu) é uma das Ilhas Curilas, a norte do Japão. Tem cerca de 1430 km² de área. O ponto mais alto é o Gora Ivao (1426 m).
A ilha esteve sob domínio do clã Matsumae, antes de ficar sob controlo do governo regional de Hokkaidō. Desde a Segunda Guerra Mundial Urup é parte do óblast de Sacalina na Rússia.
O estreito entre Urup e Iturup é conhecido como estreito de Vries, em memória do explorador neerlandês Maarten Gerritsz Vries, o primeiro europeu que se sabe ter explorado a região.
O estreito entre Urup e Simushir é conhecido como estreito de Boussole (da palavra em francês para "bússola"), o nome de um dos navios da frota de Jean-François de La Pérouse, que explorou a zona em 1787.